# Erden Kıral
Erden Kıral (* 10. April 1942 in Gölcük, Türkei; † 17. Juli 2022 in Kumluca, Antalya, Türkei) war ein türkischer Filmregisseur und Drehbuchautor, der in den 1980er und 1990er Jahren in Berlin gelebt und gewirkt hat und zuletzt in Istanbul lebte.

## Leben
Bevor Kiral sich eigenen Filmprojekten widmete, war er als Filmkritiker und Regieassistent tätig. In der Türkei drehte er 1978 seinen Debütfilm Der Kanal. Sein internationaler Durchbruch gelang ihm 1983 mit Eine Saison in Hakkari, in dem ein Lehrer in ein abgelegenes Bergdorf strafversetzt wird. Bei den Internationalen Filmfestspielen Berlin gewann der Film den Silbernen Bären. Mit ihm wurde auch das Kulturprogramm der Olympiade in Los Angeles eröffnet. 1983 ging er wegen des türkischen Militärregimes ins Exil nach Berlin.  Kiral war von 1984 bis 1993 Mitglied der West-Berliner Akademie der Künste in der Sektion Film- und Medienkunst und ab 1993 Mitglied der Berliner Akademie der Künste.

## Filmografie
- 1978: Der Kanal
- 1980: Das fruchtbare Land (Bereketli Topraklar Üzerinde)
- 1983: Eine Saison in Hakkari (Hakkari'de Bir Mevsim) – nach dem Roman „Ein Winter in Hakkari“ von Ferit Edgü
- 1984: Der Spiegel (Ayna) (auch Drehbuch)
- 1987: Dilan (auch Drehbuch)
- 1988: Jagdzeit (Av Zamani)
- 1993: Das Blaue Exil (Mavi Sürgün) (auch Drehbuch)
- 1998: Der Jäger (Avci) (auch Produktion und Drehbuch)
- 2005: Yolda

## Auszeichnungen (Auswahl)
- 1978 Silbernes Schwert, Filmfestival in Damaskus
- 1980 Preis des Internationalen Kunst- und Versuchskino (CICAE)
- 1980 Großer Preis der Jury in Nantes
- 1980 Großen Preis auf den Europa-Filmfestspielen in Strassburg
- 1983 Jurysonderpreis, Silberner Bär auf der Berlinale 1983
- 1983 Preis des Internationalen Kunst- und Versuchskino (CICAE)
- 1983 Interfilmpreis
- 1983 Otto Dibelius Award
- 1983 Bester Film in Hamburg
- 1983 Solidaritätspreis in Toronto
- 1983 Publikumspreis in Luxemburg
- 1983 Goldene Olive, Bastia
- 1984 Goldene Olive, Bastia
- 1984 Großen Preis des Internationalen Filmfestivals, Figuera da Foz, Portugal
- 1984 Internationale Filmtage in Istanbul, Preis der Jury
- 1984 Goldener Löwe in Venedig
- 1988 Bester Film, Regisseur, Musik in Ankara
- 1993 Bester Film bei den Internationalen Istanbul Filmtagen
- 1993 Bester Regisseur in Adana
- 1993 Preis der Föderation Internationaler Filmautoren (FIPRESCI), Montreal
- 1993 Filmkritikerpreis auf dem 2. Filmfestival der Mittelmeerkulturen (Türkei)
- 1999 Filmkritikerpreis auf dem 3. Filmfestival der Mittelmeerkulturen (Türkei)